# أندرو براون (لاعب اتحاد الرغبي)
أندرو براون (بالإنجليزية: Andrew Brown)‏ هو لاعب اتحاد الرغبي أسترالي، ولد في 10 أبريل 1980.